# Fanni Metelius
Pour les articles homonymes, voir Metelius.
Fanny Metelius, née le 12 juin 1987 à Göteborg, est une actrice et réalisatrice suédoise, aussi scénariste, productrice et monteuse.

## Filmographie partielle

### Comme actrice
- 2011 : The Sexual Monologues : fille à l'école
- 2014 : Snow Therapy (Force majeure ; Turist) : Fanni

### Comme réalisatrice
- 2010 : Dandelion
- 2010 : Delirium
- 2011 : Banga inte (Unruly) (aussi scénariste, productrice et monteuse)
- 2015 : You Never Go Down on Me
- 2016 : The Boyfriend